# Емина Јаховић
Емина Јаховић (Нови Пазар, 15. јануар 1982) српско-турска је кантауторка, глумица и предузетница. На Балкану је популарна као „Емина Јаховић”, а у Турској и свету као „Емина Сандал” или „Емина Туркџан”.

## Биографија
Емина Јаховић је рођена у бошњачкој породици у Новом Пазару, тадашњој СФР Југославији (данас Србија). Потиче из лекарске породице: отац Нусрет Јаховић је кардиоторакални хирург, а мајка Сенија Јаховић педијатар. Најмлађе је од троје деце у својој ужој породици: има старију сестру Сабину Јаховић (дечја психијатрица која се образовала у Прагу; живи и ради у Београду) и старијег брата Мирсада Јаховића Туркџана (први турски кошаркаш који је заиграо у НБА).

### Образовање
Са навршених седам година кренула је у новопазарску Основну школу „Меша Селимовић” и била је одлична ученица. У Српској музичкој школи (данас Музичка школа „Мокрањац”) почела је да узима часове гитаре. Завршила је основну музичку школу и наступала у хору свог родног града Пазара, а поред тога је била учлањена и у локалне секције фолклора. По угледу на старијег брата Мирсада, у шестом разреду основне школе почела је да тренира кошарку. Када је имала 13 година, отац Нусрет јој је преминуо. Висока, мршава и крхка тренирала је пуне две године, а у једном периоду живота — у року од само четири месеца порасла је чак 11 центиметара. Тада јој је њена мајка Сенија предложила да прекине са кошарком.
Док је ишла у средњу школу, наступала је у неколико позоришних остварења, укључујући Софоклову драму Антигону. Певала је песму Ане Софреновић Кажи зашто ме остави у представи Галеб током НАТО бомбардовања СР Југославије 1999. године. Слично томе, пошто су неке улоге захтевале певање, Јаховићева је схватила да је то њена права страст. Пре овога, познато је да је увек говорила како жели да постане архитекта.
Емина Јаховић је завршила менаџмент на Универзитету Браће Карић „БК” у Београду (данас Универзитет Алфа у Београду).

### Брак и деца
Супруг Емине Јаховић, познати турски поп певач Мустафа Сандал, упознао је свог брачног друга јула 2004. године у Мугли (Бодрум, Турска), верио је потом у Санкт Морицу, а велелепно венчање организовано је у Хотелу Отомана у Истанбулу (фр. Hôtel Les Ottomans à Istanbul), 13. јануара 2008. године. Исте године, тачније 8. августа 2008. године, на свет царским резом долази Еминин и Мустафин старији син Јаман. Сандалови 26. јула 2011. године објављују да очекују своје друго дете које ће да се роди у зиму. Четири године касније, Емина и Мустафа Сандал по други пут постају родитељи, када Јаховићева 21. фебруара 2012. у америчкој болници у највећем турском граду — такође царским резом — рађа свог млађег сина, Јавуза. Јаман и Јавуз Сандал причају и турски и српски језик.
Због удаје, Јаховићева 2012. године добија и турско држављанство.
Заова Емине Јаховић, Дина Џанковић, архитекта је која борави у Истанбулу и дизајнира ентеријере, али се бави и модним дизајном. Последња је „краљица лепоте” која је добила титулу Мис Србије и Црне Горе.
Емина и Мустафа су се развели 6. јуна 2018. године.

### Каријера
Сарађивала је са бошњачким музичаром Харијем Варешановићем и са њим путовала на турнеје.
Учествовала је на избору за представника Босне и Херцеговине за Песми Евровизије 2002, песмом У, ла, ла. 2003. године победила је на фестивалу Сунчане скале, песмом Узалуд се будим. Исте године је освојила Златну звезду на додели Оскара популарности у Сарајеву. Организатори су је најављивали и као извођача на Беовизији 2007, али је изостала са коначног списка учесника. Учествовала је и на српском националном избору за Песму Евровизије 2010, песмом Ti Kvariigro. До сада је издала шест музичких албума.

#### Телевизија
Емина Јаховић се окушала и у улози глумице. Појавила се у пилот епизоди турске ТВ серије Поље лала (тур. Lale Devri).
Снимила је и две рекламе за водећи мобилни оператор Турске базиран у Истанбулу — Турксел (тур. Turkcell), 2012. и 2013. године. Била је један од судија у познатом балканском музичком програму X Factor Adria.

## Дискографија

### Албуми
- Тачка  (2002)[21]
- Радије раније (2005)[22]
- (2008)[23]
- Вила (2009)[24]
- Метаморфоза (2014)[25]
- Даље (2018)
- Свитање (2025)

| - Синглови и дуети (2008) - The Best Of Collection (2017) - Емина (ft. Кнез, 2005) - Кул жена (2007) - Ла гитана (ft. Фламингоси, 2007) - Још ти се надам (ft. Саша Ковачевић, 2008) - Немило (ft. Милиграм, 2009) - ( , 2012) - ( Мустафа Сандал, 2012) - И да могу (2012) - (2012) [#1 на Turkish Singles Chart] - Недостајеш (2013) - (2013) [#3 на Turkish Singles Chart] - У сенкама исти (2013) - Мушке приче (ft. Ди-џеј Шоне, Теча Гамбино, 2015) - Ромео (2016) - Лоло (2016) - Кост ( Амел Ћурић, 2016) - Против свих (2017) - Лимунада (2017) - Карма (2017) - Güzelliğine (ft. Едис, 2018) - Прстен (ft. Корона, Римски, 2018) - Вукови (2019) - Експлозив (ft. Газда Паја, 2019) - Мушко више не могу (ft. Наташа Беквалац, 2019) - Зидови (2024) - У, ла, ла (Музичка продукција јавног сервиса БиХ, 2002) — избор представника БиХ за Песму Евровизије 2002. - (Музичка продукција јавног сервиса Србије, 2002) — избор представника Србије за Песму Евровизије 2010. - Узалуд се будим (Вече Нових звијезда), победничка песма — Сунчане скале 2003. - Вољела те ил’ не вољела — Сунчане скале 2004. - Није више твоја ствар — Будва 2006. - Недостајеш — CMC festival, Водице 2013. | \| Видео-спот \| Год. \| Режисер \| \| ------------------ \| ---- \| ----------------------------- \| \| Тачка \| 2002 \| — \| \| Осми дан \| 2002 \| — \| \| Твоја грешка \| 2005 \| Visual Infinity \| \| Да л’ она зна \| 2006 \| Visual Infinity \| \| La gitana \| 2007 \| — \| \| Exhale \| 2008 \| Visual Infinity \| \| Још ти се надам \| 2008 \| — \| \| Пиле моје \| 2009 \| — \| \| Мед \| 2009 \| — \| \| После мене \| 2011 \| Милош Надаждин \| \| Београд прича \| 2012 \| Харис Дубица \| \| И да могу \| 2012 \| Милош Надаждин \| \| Недостајеш \| 2013 \| Creative4D \| \| Опет си са њом \| 2014 \| Creative4D \| \| Несаница \| 2014 \| Миша Обрадовић \| \| Не плашим се \| 2014 \| Петар Пашић \| \| Мушке приче \| 2015 \| CODE \| \| Ромео \| 2016 \| Нихат Одабаси \| \| Лоло \| 2016 \| NN Media \| \| Кост \| 2016 \| Дарио Радусин \| \| Против свих \| 2017 \| Андреј Илић \| \| Лимунада \| 2017 \| Ђорђе Трбовић, Љуба \| \| Карма \| 2017 \| Борис Зец \| \| Два авиона \| 2018 \| Борис Зец \| \| Güzelliğine \| 2018 \| Нихат Одабаши \| \| Прстен \| 2018 \| Андреј Илић \| \| Вукови \| 2019 \| NN Media \| \| Експлозив \| 2019 \| NN Media \| \| Мушко више не могу \| 2019 \| NN Media \| \| Кризирам \| 2020 \| NN Media \| \| Добро сам \| 2020 \| Андреј Илић \| \| Малена \| 2021 \| Ђорђе Трбовић \| \| Deja Vu \| 2021 \| Љуба \| \| Слагаћу вас све \| 2023 \| NN Media \| \| Рано је \| 2023 \| Андрија Гркић \| \| Додирни ме \| 2023 \| Petar kacketdole & dffrntvibe \| \| Зидови \| 2024 \| Cem Talu \| \| Свитање \| 2025 \| Ведрана Вукојевић \| \| Феникс \| 2025 \| Ведрана Вукојевић \| \| Нема више љубави \| 2025 \| Ведрана Вукојевић \| \| Ништа или све \| 2025 \| Ведрана Вукојевић \| \| Мани га се \| 2025 \| Ведрана Вукојевић \| \| Нисам на време \| 2025 \| Ведрана Вукојевић \| \| Заљубила сам се \| 2025 \| Ведрана Вукојевић \| \| Одлазим да одем \| 2025 \| Харис Дубица \| \| Пробала сам \| 2025 \| Харис Дубица \| |                               |
| Видео-спот | Год. | Режисер                       |
| Тачка | 2002 | —                             |
| Осми дан | 2002 | —                             |
| Твоја грешка | 2005 | Visual Infinity               |
| Да л’ она зна | 2006 | Visual Infinity               |
| La gitana | 2007 | —                             |
| Exhale | 2008 | Visual Infinity               |
| Још ти се надам | 2008 | —                             |
| Пиле моје | 2009 | —                             |
| Мед | 2009 | —                             |
| После мене | 2011 | Милош Надаждин                |
| Београд прича | 2012 | Харис Дубица                  |
| И да могу | 2012 | Милош Надаждин                |
| Недостајеш | 2013 | Creative4D                    |
| Опет си са њом | 2014 | Creative4D                    |
| Несаница | 2014 | Миша Обрадовић                |
| Не плашим се | 2014 | Петар Пашић                   |
| Мушке приче | 2015 | CODE                          |
| Ромео | 2016 | Нихат Одабаси                 |
| Лоло | 2016 | NN Media                      |
| Кост | 2016 | Дарио Радусин                 |
| Против свих | 2017 | Андреј Илић                   |
| Лимунада | 2017 | Ђорђе Трбовић, Љуба           |
| Карма | 2017 | Борис Зец                     |
| Два авиона | 2018 | Борис Зец                     |
| Güzelliğine | 2018 | Нихат Одабаши                 |
| Прстен | 2018 | Андреј Илић                   |
| Вукови | 2019 | NN Media                      |
| Експлозив | 2019 | NN Media                      |
| Мушко више не могу | 2019 | NN Media                      |
| Кризирам | 2020 | NN Media                      |
| Добро сам | 2020 | Андреј Илић                   |
| Малена | 2021 | Ђорђе Трбовић                 |
| Deja Vu | 2021 | Љуба                          |
| Слагаћу вас све | 2023 | NN Media                      |
| Рано је | 2023 | Андрија Гркић                 |
| Додирни ме | 2023 | Petar kacketdole & dffrntvibe |
| Зидови | 2024 | Cem Talu                      |
| Свитање | 2025 | Ведрана Вукојевић             |
| Феникс | 2025 | Ведрана Вукојевић             |
| Нема више љубави | 2025 | Ведрана Вукојевић             |
| Ништа или све | 2025 | Ведрана Вукојевић             |
| Мани га се | 2025 | Ведрана Вукојевић             |
| Нисам на време | 2025 | Ведрана Вукојевић             |
| Заљубила сам се | 2025 | Ведрана Вукојевић             |
| Одлазим да одем | 2025 | Харис Дубица                  |
| Пробала сам | 2025 | Харис Дубица                  |

### Компилације са Емином Јаховић
- (Музичка продукција јавног сервиса БиХ, 2002)
- (2003)[26]
- (2005)
- Гордост и предрасуде (City Records, 2006)
- Милиграм (Miligram Music, 2009)
- (2009)[27]
- Орнамент (City Records, 2010)
- Платинум колекција 19 хитова (Mascom EC, 2011)
- (2012)[28]
- Хитови лета 2012 (City Records, 2012)[29][30]
- (2012)[31][32]
- Најбоље од 2012/13 CD 1 (City Records, 2013)[33]
- Супер хитови CD 2 (City Records, 2013)

## Филмографија
- Лале Ташкиран (Поље лала, 2011)